# Alex Hofer
Alex Hofer (15 settembre 1994) è un ex sciatore alpino italiano.

## Biografia
Originario di Castelrotto e attivo dal 2009, Alex Hofer in Coppa Europa ha esordito il 23 febbraio 2011 nella discesa libera di Sarentino, giungendo 98º, e ha ottenuto il primo podio il 9 dicembre 2017 a Trysil in slalom gigante (2º). Ha debuttato in Coppa del Mondo il 6 gennaio 2018 nello slalom gigante di Adelboden, non qualificandosi per la seconda manche, e il 15 gennaio seguente ha colto a Kirchberg in Tirol nella medesima specialità l'unica vittoria in Coppa Europa. Sempre in slalom gigante ha ottenuto l'ultimo podio in Coppa Europa, il 9 dicembre 2020 a Zinal (2º), e il miglior risultato in Coppa del Mondo, l'8 gennaio 2022 ad Adelboden (18º); ha preso per l'ultima volta il via nel massimo circuito internazionale il 12 marzo 2023 a Kranjska Gora in slalom gigante, senza qualificarsi per la seconda manche, e si è ritirato al termine della successiva stagione 2023-2024: la sua ultima gara in carriera è stata lo slalom gigante dei Campionati italiani 2024, disputato il 6 aprile a Senales. Non ha preso parte a rassegne olimpiche o iridate.

## Palmarès

### Coppa del Mondo
- Miglior piazzamento in classifica generale: 117º nel 2022
- 23 presenze in Coppa del Mondo e tre piazzamenti a punti (con la perla del 18° nel tempio di Adelboden, ad inizio 2022),

### Coppa Europa
- Miglior piazzamento in classifica generale: 20º nel 2018
- 3 podi (tutti in slalom gigante):
  - 1 vittoria
  - 2 secondi posti
  - 1 terzo posto

#### Coppa Europa - vittorie
| Data            | Località           | Paese   | Specialità |
| --------------- | ------------------ | ------- | ---------- |
| 15 gennaio 2018 | Kirchberg in Tirol | Austria | GS         |

Legenda:

GS = slalom gigante

### Campionati italiani
- 4 medaglie:
  - 1 oro (slalom gigante nel 2022)
  - 3 argenti (slalom gigante nel 2019; combinata nel 2022; slalom gigante nel 2023)